# 威廉·爱德华·波音
威廉·愛德華·波音（英語：William Edward Boeing，1881年10月1日—1956年9月28日）是波音公司的創始人。

## 生平
波音生於密歇根州底特律。其父威廉·波音（Wilhelm Böing，1846-1890）原來是一名德裔礦山工程師，1868年從德國霍恩林堡移民到美國後開始經營木材生意發財致富。母親瑪麗·M·奧爾特曼（Marie M. Ortmann）來自奧地利維也納。波音1903年於耶魯大學還未畢業，便步其父親道路學習經營木材生意。
1909年在做「格林吾德原木公司」主席時，波音在一次測試新設計的船時到了西雅圖，當時西雅圖正好在舉行「阿拉斯加－育空－太平洋博覽會」。在這次博覽會上波音第一次見到有人駕駛的飛行器，從此便開始對飛機產生了濃厚的興趣。
1916年，波音和George C. Westervelt共同創辦了B&W公司，後改名為「太平洋飛行產品」。1917年4月，波音把「太平洋飛行產品」改名為「波音飛機公司」，當年更獲得了美國海軍的50架飛機的訂單。戰争後期波音開始把注意力集中在商用飛機，開始取得了航空郵件市場的訂單並且建立了自己的航空郵件業務。1929年又與普拉特·惠特尼公司一起組建聯合飛機及空運公司。隨後又收購了一些小規模的航空公司，在其麾下與波音的航空公司合并成聯合航空。
1934年美國政府控告其壟斷。航空郵件法迫使他把他的公司分為三部分，其中西部的生產線歸於波音飛機公司，東部的生產線歸於聯合飛行器公司（後來改為聯合技術公司），航空業務歸於聯合航空公司。同年波音也從航空業退休。後來的二十幾年波音主要在西雅圖以北的農場繁殖良種馬和經營地產的生意。1956年9月28日去世。

## 延伸阅读
- Carl Cleveland, Boeing Trivia, (Seattle: CMC Books, 1989)
- Harold Mansfield, Vision: A Saga of the Sky (Duell, Sloan and Pearce, 1956)
- Robert Serling, Legend & Legacy: The Story of Boeing and Its People (New York: St. Martin's Press, 1992)